# 尺
尺（しゃく）は、尺貫法における長さの単位である。東アジアでひろく使用されている。ただし、その長さは時代や地域によって異なる。
人体の前腕にある尺骨は、かつて古代ローマでその部位が身体尺として使われた（キュービット）歴史から、古代中国の身体尺である「尺」を連想した大槻玄沢が、『重訂解体新書』で意訳したものである。
また、もともとは長さの単位であった尺が、転じて物の長さのことや物差しのことも「尺」と呼ぶようになった。

## 中国の尺
漢字の「尺」は「厇」ないし「斥」の文字の形を簡略化したもので、この文字を長さを指す単語に当てるのは仮借による。『説文解字』など、長さを図る指のさまの象形文字と解釈されることがあるが、これは金文等の資料とは一致しない誤った分析である。
身体尺は人によって長さが異なるので、後の時代に一定の長さを1尺とする公定尺を定めるようになった。しかし、公定尺は時代を下るにつれて長くなっていた。これは民間で使われる単位が長くなっていったため、時の政権もそれを追認する形で公定尺を改訂したものである。尺の長さを長くすることで尺を基準にして納める税（反物など）がより多くとれるからとする説もある。
尺という単位は古代中国の殷の時代には既にあったとされている。『漢書』律暦志では音階の基本音（黄鐘）を出す音の笛に、粒が均一な秬黍（くろきび）90粒を並べ、その1粒分の長さを分（ぶ）と定義している。そして10分を1寸、10寸を1尺とする。古代の1尺の長さは正確にはわからないが、出土文物からの推測では、戦国から秦にかけての1尺は23 cm前後であった。漢代でもあまり変わらず、23–24 cm程度であった。文献によると周の尺はその8割ほどの長さ（約20 cm）であった。
なお、漢書に記された尺の長さが当時の笛の秬黍に拠るという由来（黄鍾秬黍説または黄鍾管基準説）については、漢書の権威から後世に広く信じられるに至った。しかし、尺の長さと秬黍の長さの不整合から、黄鍾管基準説には後世に異論が出ている。朱載堉や呉承洛、荻生徂徠らは、秬黍を尺の起源としていることについて「虚構的」や「漢儒の虚談」と断じている小泉袈裟勝の指摘の原文箇所は正確には次の通りである。「しかしこうして復元される尺が、ほかの方法から考証されるものとも合わないということは、度量衡の考証学者を当惑させた。そこで中国の学者にも日本の学者にも、漢書律暦志の黄鍾管基準説はうそであるという人が多い。明代の考証家朱載堉も、中国度量衡史の著者呉承洛も、これを虚構的といい、荻生徂徠も漢儒の虚談ときめつけ、狩谷棭斎も実験まで試みて否定している。」。江戸時代の学者の狩谷棭斎は実験まで試みて、同じく否定し、秬黍を元にしたということはこじつけ（牽強の説）であろうとしている。
1尺の長さが長くなったのは南北朝時代の北朝においてである。隋代には、一般に使われる長い尺を大尺、旧来の短い尺を小尺として制定し、唐でもそれを継承した。大尺は小尺の1.2倍にあたる。唐の大尺は、日本の正倉院蔵の尺の長さの平均によって296 mm前後と推測されている。唐代以後は小尺は使われなくなった。
明・清には営造尺・量地尺・裁衣尺など、用途によってさまざまの種類の尺があった。康熙帝時代の1713年に営造尺の標準化が行われた。この営造尺は清朝滅亡後の1915年にメートル法との対応が1営造尺 = 32 cmと定義された。営造尺は1929年に廃止され、かわりに市制として 1尺 = 1/3 m（約333.3 mm）と定められた。これが中華人民共和国でも引き続き用いられている。したがって、現在の中国の1尺は日本の1尺1寸（ちょうど）にあたる。台湾では、日本式の尺を「台尺」と呼ぶことがある。
近代の中国ではメートルにも「尺」の字を宛てたため、市制の尺（市尺）と区別するために「公尺」という。

## 日本の尺
日本には唐制が導入され、大宝元年（701年）の大宝律令で大尺・小尺を制定している。ただし異説もあり、日本には大宝令以前に高句麗から渡来した大尺より2寸長い高麗尺が普及していたので、これが大宝令の大尺とされ、唐の大尺が小尺にされたともいう。この説では、後に現れる曲尺1尺2寸の呉服尺は高麗尺に基づくものであるとする。また、新井宏は寺院等の実測分析から高麗尺ではなく0.268 mの尺が使用されていたという古韓尺説をとなえている。なお岩田重雄は、隋代に小尺となる尺が朝鮮において5世紀中頃には26 cm代に伸張し、その後約150年変化しないとし、それを新井宏が古韓尺と呼んでいると説く。唐の大尺は現在の曲尺で9.78寸（296.3 mm）であり、それ以来ほとんど変化していないことになる。
律令制崩壊後は、全国一律の尺は維持されなくなり、各地で様々な尺が使われるようになった。竹尺として代表的なものが京都系の「享保尺」であり、鉄尺の代表的なものが大坂系の「又四郎尺」である。享保尺は又四郎尺に対して0.347 %ほど長い。享保尺と又四郎尺を平均したものが折衷尺である。
明治に入り、政府は折衷尺を公式の曲尺として採用し、メートルの33分の10の長さ（約303.030 mm）と定めた。通常、単に「尺」と言えば曲尺の尺を指す。これに対して#鯨尺（くじらじゃく）は、曲尺の1.25倍であり、約378.788 mm である。
1958年制定の計量法で尺貫法は計量単位としては廃止され、1966年4月1日からは商取引など（取引又は証明）における使用が禁止された。ただし、木造建築や和裁の分野での利用の便に資するため、尺・寸に変わるものとして、1/33 m（寸相当）や 1/26.4 m（鯨尺尺相当）の目盛りを付した「尺相当目盛り付き長さ計」（尺に当たる、メートル法による目盛りが付された物差し）が認められている。詳細は、尺相当目盛り付き長さ計を参照のこと。
なお、日本で販売されるコンパネや石膏ボードなどの規格は『定尺』と呼ばれ、かつての尺を基準とした寸法に由来している。例えば、寸法が 910 mm × 1820 mm の部材は3尺（約909.1 mm）× 6尺（約1818.2 mm）に近く、また、1220 mm × 2440 mm の部材は4尺（約1212.1 mm）× 8尺（約2424.2 mm）の寸法に近い。このことから、これら部材は現在でも、職人の間ではそれぞれ「サブロク」、「シハチ」などと言い慣らわされている。

### 鯨尺
曲尺とは別に、用途別の尺も使われた。主に和裁に使われた鯨尺（くじらじゃく）・呉服尺などである。ただし北海道では呉服でも曲尺が慣習的に使われている場合もある。
鯨尺は1尺が曲尺の1.25尺にあたり、曲尺の1尺は鯨尺の8寸にあたることになる。
明治政府は、曲尺と鯨尺のみを計量単位として認め、呉服尺などその他の尺を廃止した。明治24年（1891年）の度量衡法は、鯨尺は布帛（すなわち繊維製品）を計量するときに限り用いることができると規定し、鯨尺を曲尺の1.25倍と定義している。また、鯨尺1丈（鯨尺の10倍）、鯨尺1寸（鯨尺の1/10）、鯨尺1分（鯨尺の1/100）をも定義した。
鯨尺（法令上は、「鯨尺尺」と言う。鯨尺の尺の意である。）は上記の度量衡法により、25/66メートル（約378.788 mm）と定められた。
鯨尺・呉服尺の起源については、今のところはっきりとは分からない。鯨尺は大宝律令以前から使われていた高麗尺（こまじゃく）に由来するとする説があるが、室町時代に作られたものだという説もある。高麗尺は現在の曲尺で1.1736尺であり、鯨尺よりむしろ呉服尺の起源であるとする説もある。
江戸時代初期の小噺に、奈良の大仏と土佐の鯨とが、どちらが大きいかで言い争いとなり、最後に「金（曲尺）より鯨（鯨尺）の方が二寸長い」というオチになるというものがある。なお、「鯨尺」という名称は、仕立てに使う物差しをしなやかな鯨のひげで作ったことによる。

### 折衷尺に至る経緯

#### 享保尺（竹尺）
曲尺で最も由緒正しいものであるという。しかし、この名は江戸時代のどの度量衡学者の著述にもあらわれてこない。初めて出てくるのは明治3年（1870年頃）である。その後に、この享保尺は
古尺の正統を受け継いだものということに変わった。その説明によると、紀州の熊野神社に天平の古尺があった。将軍吉宗がこれを写し取らせて曲尺の正器と定め、司天台の測影用に用いたという。この尺は紅葉山宝庫（紅葉山文庫）にあって火災で焼失したが、書籍奉行（書物奉行）の近藤重蔵（諱は守重（もりしげ）、号は正斎）が模造していて、これを内田五観が持っていたので、大蔵省はこれを根拠にしたという。しかしこれ以外にはいかなる記事も見あたらず、狩谷棭斎も言及していない。上記の享保尺のいわれは、大蔵省度量衡改正掛の顧問役であった内田五観の作り話という疑いが濃い。
大蔵省は最初これを正統の尺とし、これによって枡の原器を作り各藩に交付したが、容量が従来の枡座のものより大きいことがわかり、やむを得ず原器を廃止して結局享保尺より二厘短い折衷尺を採用して尺度・枡とも確定した。

#### 又四郎尺（鉄尺）
室町時代の尺工の又四郎が作ったとされ、作り伝えられて「又四郎尺」という名を得た。大工によって土木建築の分野に使用された。

#### 折衷尺
寛政年間に伊能忠敬が測量用に、享保尺と又四郎尺とを折衷して新たに作り出した、という説があるが疑問視されている。大谷亮吉は、忠敬の使った尺にそれらしきものがないことを指摘している。天野清も伊能家の資料について実際に調査し、同様の疑問を提出している。明治改元以前にはこの名（折衷尺の名）はどこにも出てこない。折衷という言葉はあまりに便宜的だから、やはり度量衡改正掛が、竹尺（享保尺）と鉄尺（又四郎尺）の差に当惑して、この二つの平均つまり折衷を、かなり早くから考えたかと思われる
。
小泉袈裟勝は「度量衡の標準を定めるとき、権力者は現実には便宜主義によりながら、その定めたことに権威の衣をきせるため、往々作為を行う。尺度を王者の身体の部分から取ったとか、黄鐘管を黄帝の定めたものとするの類いである。」とし、伊能忠敬が折衷尺を作ったとの伝説を度量衡改正掛が創作したと推察している。

#### 各種の尺の比較
商工省中央度量衡検定所の技師であった天野清が1941年に実測した結果である。
| 名称     | 制作者   | 称呼寸法          | 実測値/mm |
| -------- | -------- | ----------------- | --------- |
| 享保尺   | 吉明     | 標準              | 303.63    |
| 折衷尺   | 大野規行 | 享保尺の1002/1004 | 303.04    |
| 又四郎尺 | 大野規行 | 享保尺の1000/1004 | 302.58    |
| 量地尺   | 大野規周 | 享保尺に同じ      | 303.69    |

（注）
- 各1寸の標準偏差は55 μm。
- 材料はすべて黄銅。
- 値は15 °Cのときの長さで、目盛線の中央を測った。

## 朝鮮の尺
朝鮮では、目的によって黄鐘尺・周尺・造礼器尺・布帛尺・営造尺などの多様な尺が使われていた。また、朝鮮では田地の面積を測るのに実際の大きさによる「頃畝法」と収穫量を元にした「結負法」があった（なお、同様の制度は日本の古代および中世にも存在した。刈を参照）。この計算のために量田尺という尺が導入された。これは量田尺1尺四方の田の収穫量を1把とするもので、実際の量田尺は周尺で5尺ないし6尺とされた。
大韓帝国時代の1902年にメートル法との対応が導入され、それによると周尺1尺は20 cm、また1把は周尺5尺四方の面積（1 m2）とされた。1909年には日本式の度量衡法が導入され、旧来の尺は使われなくなった。
大韓民国では1964年に尺貫法が廃止された。

## 映画フィルムにおける「尺」
35ミリ映画フィルムにおいて、1フィートは16コマに相当する。
サイレント映画時代の映画は、16コマを1秒として1フィートが1秒となっていた。正確にはサイレント時代は、撮影と映写も手動のクランクでフィルムを送っており、1秒は大体16コマから18コマとなっていたが、1フィートが1秒というのは（ヤード・ポンド法では）計算に便利なため、16コマが一応の目安となっていた。
映画に音声がついたトーキー時代となってから、音声が変速で一定しないのでは具合が悪いため、モーター送りによる一定速度で、1秒は24コマと定められた。トーキーでは、1秒は1+1⁄2フィートということになる。
映画の上映時間は、何フィートと表記される。日本に映画が輸入された時代は、まだ日本はメートル法ではなく尺貫法であった。フィートは304.8 mm、尺は約303.03 mmであって長さが近いために、映像の時間のことを、業界用語で「尺」と呼ぶのである。

## さまざまな尺

### 古代中国
- 古代中国の嘉量による尺
  - 漢代の尺 ： 約23.09 cm
  - 隋代の大尺 ： 約29.4 cm
  - 隋代の小尺 ： 約24.6 cm
  - 唐代の大尺 ： 約29.4 cm
  - 唐代の小尺 ： 約24.6 cm

### 日本
- 大宝律令の大尺 ： 約356 mm
高麗尺に由来。土地の計量など。
- 大宝律令の小尺 ： 約296 mm（小尺一尺二寸＝大尺一尺）
唐尺に由来。平安時代以降はこれが一般的になる。
- 又四郎尺・鉄尺 ： 約302.58 mm
永正年間に京都の指物師又四郎が定めたとされ、大工が主に用いた。
- 享保尺・竹尺 ： 約303.63 mm
徳川吉宗が紀州熊野神社の古尺を写して天体観測に用いたとされる。
- 折衷尺 ： 約303.04 mm
伊能忠敬が測量のために又四郎尺と享保尺を平均して作ったとされる。明治度量衡取締条例における曲尺の根拠とされた。
- 曲尺（かねじゃく）（明治度量衡法） ： 約303.030 mm
明治度量衡法で、10/33 mと定義された。又四郎尺、享保尺、折衷尺などを勘案して明治期に定められた。通常は「尺」といえば曲尺のことをいう。
- 鯨尺（くじらじゃく） ： 約378.788 mm（曲尺の一尺二寸五分（1.25倍）に当たる。）
明治度量衡法で、25/66 mと定義された。主に呉服について用いられる。六尺褌や三尺帯といったときは鯨尺の長さのことである。またタオルなどの織物の場合、織機に使われる筬の鯨尺1寸（約37.88 mm）当たりの本数によって密度が決められる。
- 呉服尺（ごふくじゃく）、呉服差し（ごふくざし） ： 約363.636 mm（曲尺の一尺二寸（1.20倍）に当たる。）
明治度量衡法では定義されていない。鯨尺より五分短く、呉服の裁断に用いる[36]。

## 単位の換算

### 他の尺貫法の単位との関連
1尺は以下の長さに等しい。
- 10寸
- 1/10丈
- 1/6間

地積の単位坪（歩）は6尺四方の面積である。体積の単位升も尺を基準として定められている。

### 他単位との相関表
|                | メートル（SI単位） | インチ   | フィート   | ヤード     | 寸        | 曲尺      | 鯨尺       |
| -------------- | ------------------ | -------- | ---------- | ---------- | --------- | --------- | ---------- |
| 1 m(メートル)  | = 1                | ≈ 39.370 | ≈ 3.2808   | ≈ 1.0936   | = 33      | = 3.3     | = 2.64     |
| 1 in(インチ)   | = 0.0254           | = 1      | ≈ 0.083333 | ≈ 0.027778 | = 0.8382  | = 0.08382 | = 0.067056 |
| 1 ft(フィート) | = 0.3048           | = 12     | = 1        | ≈ 0.33333  | = 10.0584 | = 1.00584 | = 0.804672 |
| 1 yd(ヤード)   | = 0.9144           | = 36     | = 3        | = 1        | = 30.1752 | = 3.01752 | = 2.414016 |
| 1 寸           | ≈ 0.030303         | ≈ 1.1930 | ≈ 0.099419 | ≈ 0.033140 | = 1       | = 0.1     | = 0.08     |
| 1 尺(曲尺)     | ≈ 0.30303          | ≈ 11.930 | ≈ 0.99419  | ≈ 0.33140  | = 10      | = 1       | = 0.8      |
| 1 尺(鯨尺)     | ≈ 0.37879          | ≈ 14.913 | ≈ 1.2427   | ≈ 0.41425  | = 12.5    | = 1.25    | = 1        |

|      | メートル （SI単位） | 海里         | ヤード    | チェーン   | マイル       | 尺          | 間         | 町          | 里            |
| ---- | ------------------- | ------------ | --------- | ---------- | ------------ | ----------- | ---------- | ----------- | ------------- |
| 1 m  | = 1                 | ≈ 0.00053996 | ≈ 1.0936  | ≈ 0.049710 | ≈ 0.00062137 | = 3.3       | = 0.55     | ≈ 0.0091667 | ≈ 0.00025463  |
| 1 M  | = 1852              | = 1          | ≈ 2025.4  | ≈ 92.062   | ≈ 1.1508     | = 6111.6    | = 1018.6   | ≈ 16.9767   | ≈ 0.47157     |
| 1 yd | = 0.9144            | ≈ 0.00049374 | = 1       | ≈ 0.045455 | ≈ 0.00056818 | = 3.01752   | = 0.50292  | ≈ 0.0083820 | ≈ 0.00023283  |
| 1 ch | = 20.1168           | ≈ 0.010862   | = 22      | = 1        | = 0.0125     | = 66.38544  | = 11.06424 | ≈ 0.18440   | ≈ 0.0051223   |
| 1 mi | = 1609.344          | ≈ 0.86898    | = 1760    | = 80       | = 1          | = 5310.8352 | = 885.1392 | ≈ 14.752    | ≈ 0.40979     |
| 1 尺 | ≈ 0.30303           | ≈ 0.00016362 | ≈ 0.33140 | ≈ 0.015064 | ≈ 0.00018829 | = 1         | = 0.16667  | ≈ 0.0027778 | ≈ 0.000077160 |
| 1 間 | ≈ 1.8182            | ≈ 0.00098174 | ≈ 1.9884  | ≈ 0.090381 | ≈ 0.0011298  | = 6         | = 1        | ≈ 0.016667  | ≈ 0.00046296  |
| 1 町 | ≈ 109.09            | ≈ 0.058904   | ≈ 119.30  | ≈ 5.4229   | ≈ 0.067786   | = 360       | = 60       | = 1         | ≈ 0.027778    |
| 1 里 | ≈ 3927.3            | ≈ 2.1206     | ≈ 4294.9  | ≈ 195.22   | ≈ 2.4403     | = 12960     | = 2160     | = 36        | = 1           |